# Donetsk
Donetsk (tiếng Ukraina: Донецьк Donets'k; tiếng Nga: Доне́цк; phát âm như "đo-niết-s-k") là một thành phố phía đông của Ukraina, nằm bên sông Kalmius. Về mặt hành chính, đây là thành phố trung tâm của tỉnh Donetsk nhưng về mặt lịch sử đây là thủ phủ không chính thức và là thành phố lớn nhất của vùng Donbas. Thành phố được thành lập năm 1869.
Theo thống kê, dân số thành phố là 901.645 (số liệu năm 2022) và dân số vùng đô thị là 2 triệu người (số liệu năm 2011). Với diện tích: 358 km², Donetsk là thành phố lớn thứ năm của Ukraina về dân số.

## Lịch sử
Donetsk được thành lập vào năm 1869 khi doanh nhân Wales là John Huges xây dựng một nhà máy thép và một số mỏ than ở phần phía nam của Đế quốc Nga tại Aleksandrovka (tiếng Ukraina: Олександрівка). Thị trấn ban đầu đã được đặt tên Hughesovka (hay Yuzovka, tiếng Nga: Юзовка; tiếng Ukraina: Юзівка). Vào đầu thế kỷ 20, Yuzovka có khoảng 50.000 người và đã đạt đến tư cách một thành phố vào năm 1917. Nguồn gốc tên tiếng Anh của thành phố phản ánh trong quy hoạch và kiến trúc của nó.
Trước năm 1922, Donetsk thuộc vùng Donbas của Nga. Sau nội chiến Nga, nước Nga Xô Viết muốn thành lập Liên Xô, nhưng Ukraina còn lưỡng lự, để Ukraina gia nhập Liên Xô, Nga đã nhượng bộ và cắt vùng Donbas (gồm cả đất và dân) thuộc Nga sáp nhập vào Ukraina. Năm 1924, dưới thời Liên Xô, thành phố được đổi tên thành Stalin. Trong năm đó, dân số của thành phố đạt 63.708 người, đến năm sau thì lên 80.085 người. Khoảng 1929-1931, tên của thành phố được đổi thành Stalino. Thành phố không có hệ thống cung cấp nước uống cho đến năm 1931, khi một hệ thống dài 55,3 km đã được lắp đặt dưới lòng đất. Tháng 7 năm 1933, thành phố trở thành trung tâm hành chính của tỉnh Donetsk của Cộng hòa Xã hội chủ nghĩa Xô viết Ukraina. Trong năm 1933, 12 km hệ thống thoát nước đã được lắp đặt, và năm sau thì hoạt động khai thác khí đốt đầu tiên được khởi động trong phạm vi thành phố.
Trong những ngày đầu của Chiến tranh thế giới thứ hai, dân số của Stalino là 507.000 người nhưng sau cuộc chiến thì chỉ còn 175.000 người. Cuộc xâm lược của Đức Quốc Xã trong Chiến tranh thế giới thứ hai đã gần như phá hủy hoàn toàn thành phố, và được xây dựng lại trên quy mô lớn vào cuối cuộc chiến. Thành phố bị chiếm đóng từ ngày 16 tháng 10 năm 1941 đến 5 tháng 9 năm 1943. Lãnh thổ của Donetsk tại thời điểm bị Đức quốc xã chiếm đóng bao gồm chủ yếu là của một khu ổ chuột của người Do Thái nơi 3.000 người Do Thái thiệt mạng và một trại tập trung nơi 92.000 người thiệt mạng.
Trong làn sóng phi Stalin hóa dưới thời Tổng bí thư Nikita Khrushchyov, thành phố được đổi tên thành Donetsk vào tháng 11 năm 1961, theo tên của con sông Donets - một phụ lưu của sông Đông. Năm 1970, Donetsk được UNESCO công nhận là thành phố công nghiệp sạch nhất thế giới. Thành phố được trao Huân chương Lenin vào năm 1979.
Năm 1990, sau khi Liên Xô tan rã, Donetsk vẫn thuộc quyền quản lý của Ukraina chứ không cắt trả lại Nga, thành phố trải qua một thời kì khó khăn suốt thập niên 1990. Thành phố khi ấy trở thành chiến trường của các băng đảng tranh giành quyền kiểm soát các doanh nghiệp công nghiệp. Sau thời kì ấy, Donetsk nhanh chóng hiện đại hóa, phần nhiều là nhờ ảnh hưởng của các công ty lớn.
Năm 2014, sau làn sóng Euromaidan năm 2013 cộng với ảnh hưởng từ việc Crưm tuyên bố tổ chức trưng cầu dân ý để quyết định tương lai của Crưm, với kết quả là Crưm tuyên bố độc lập, tách khỏi Ukraina và sáp nhập vào Nga. Hội đồng tỉnh Donetsk cũng bỏ phiếu tổ chức trưng cầu dân ý về tương lai của tỉnh này và tuyên bố độc lập, tách khỏi Ukraina.

## Địa lý và khí hậu

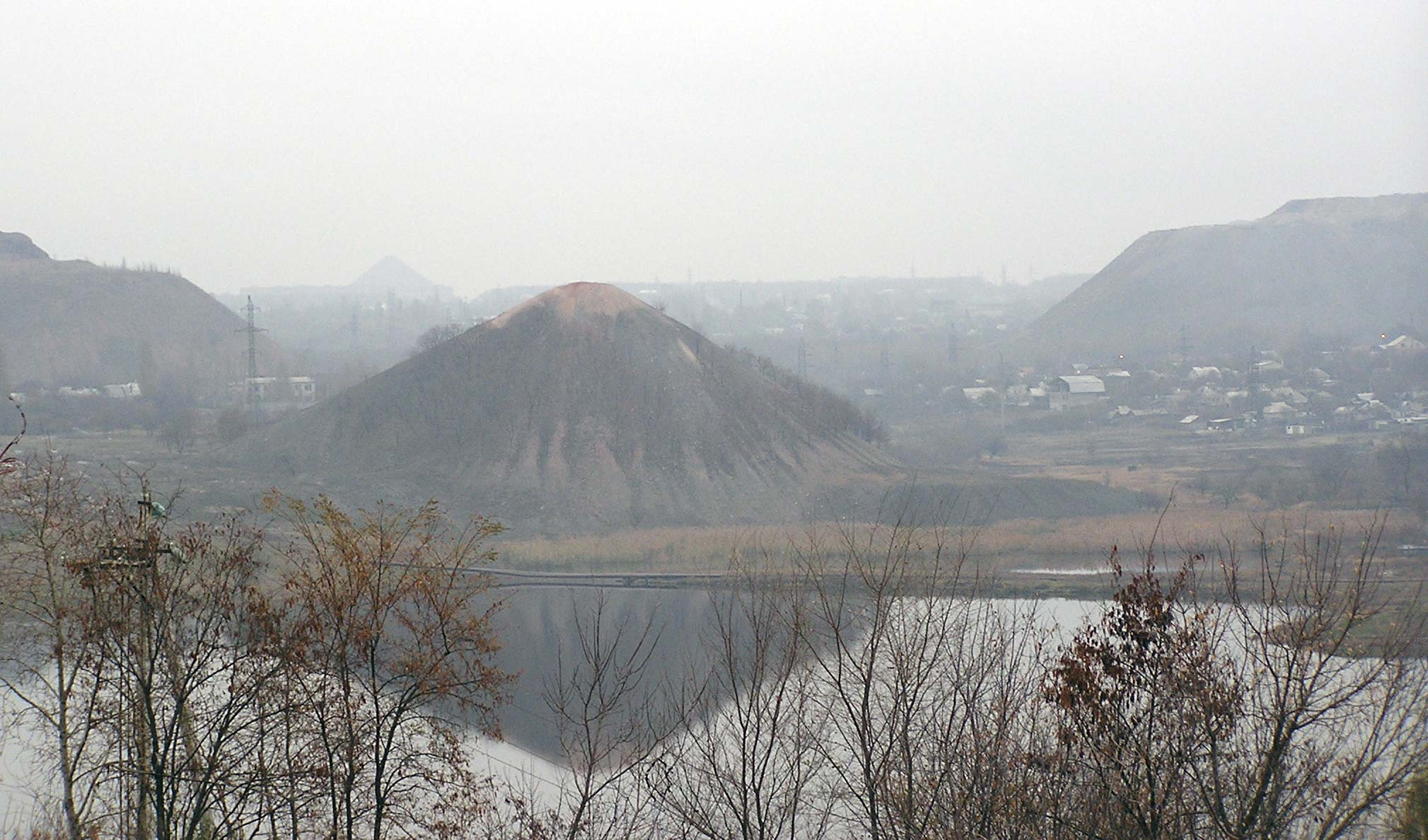
Các quả đồi gần Kalmius. Phía xa là huyện Chervonohvardiyskyi củaMakiivka.

Donetsk nằm tại vùng thảo nguyên của Ukraina, được bao quanh bởi các vùng rừng, ngọn đồi, sông hồ rải rác. Vùng ngoại ô phía bắc thành phố chủ yếu là đất nông nghiệp. Biển Azov cách thành phố 95 km về phía nam. Bao quanh thành phố là một vành đai đất canh tác rộng lớn.
Thành phố trải rộng 28 km từ bắc xuống nam và 55 km từ đông sang tây. Gần thành phố có hai hồ chứa nước: hồ Nyzhnekalmius (60 ha) và "biển Donetsk" (206 ha). Có năm con sông chảy qua thành phố, bao gồm sông Kalmius, sông Asmolivka (13 km), sông Cherepashkyna (23 km), sông Skomoroshka và sông Bakhmutka. Thành phố có 125 quả đồi.
Donetsk có khí hậu lục địa ẩm (Köppen: Dfb). Nhiệt độ trung bình trong tháng 1 là -5 °C và trong tháng 6 là 18 °C. Mỗi năm bình quân có 162 ngày mưa; lượng mưa bình quân năm là 556 mm.
| Dữ liệu khí hậu của Donetsk 1981–2010   | Dữ liệu khí hậu của Donetsk 1981–2010 | Dữ liệu khí hậu của Donetsk 1981–2010 | Dữ liệu khí hậu của Donetsk 1981–2010 | Dữ liệu khí hậu của Donetsk 1981–2010 | Dữ liệu khí hậu của Donetsk 1981–2010 | Dữ liệu khí hậu của Donetsk 1981–2010 | Dữ liệu khí hậu của Donetsk 1981–2010 | Dữ liệu khí hậu của Donetsk 1981–2010 | Dữ liệu khí hậu của Donetsk 1981–2010 | Dữ liệu khí hậu của Donetsk 1981–2010 | Dữ liệu khí hậu của Donetsk 1981–2010 | Dữ liệu khí hậu của Donetsk 1981–2010 | Dữ liệu khí hậu của Donetsk 1981–2010 |
| Tháng                                   | 1                                     | 2                                     | 3                                     | 4                                     | 5                                     | 6                                     | 7                                     | 8                                     | 9                                     | 10                                    | 11                                    | 12                                    | Năm                                   |
| --------------------------------------- | ------------------------------------- | ------------------------------------- | ------------------------------------- | ------------------------------------- | ------------------------------------- | ------------------------------------- | ------------------------------------- | ------------------------------------- | ------------------------------------- | ------------------------------------- | ------------------------------------- | ------------------------------------- | ------------------------------------- |
| Cao kỉ lục °C (°F)                      | 12.2 (54.0)                           | 16.0 (60.8)                           | 21.3 (70.3)                           | 31.0 (87.8)                           | 34.6 (94.3)                           | 38.0 (100.4)                          | 37.8 (100.0)                          | 39.1 (102.4)                          | 33.9 (93.0)                           | 32.7 (90.9)                           | 20.5 (68.9)                           | 15.0 (59.0)                           | 39.1 (102.4)                          |
| Trung bình ngày tối đa °C (°F)          | −1.3 (29.7)                           | −0.9 (30.4)                           | 5.3 (41.5)                            | 14.5 (58.1)                           | 20.9 (69.6)                           | 24.8 (76.6)                           | 27.3 (81.1)                           | 26.8 (80.2)                           | 20.7 (69.3)                           | 13.1 (55.6)                           | 4.7 (40.5)                            | −0.3 (31.5)                           | 13.0 (55.4)                           |
| Trung bình ngày °C (°F)                 | −4.1 (24.6)                           | −4.1 (24.6)                           | 1.3 (34.3)                            | 9.4 (48.9)                            | 15.4 (59.7)                           | 19.3 (66.7)                           | 21.6 (70.9)                           | 20.8 (69.4)                           | 15.1 (59.2)                           | 8.5 (47.3)                            | 1.6 (34.9)                            | −2.9 (26.8)                           | 8.5 (47.3)                            |
| Tối thiểu trung bình ngày °C (°F)       | −6.7 (19.9)                           | −7.0 (19.4)                           | −2.1 (28.2)                           | 4.6 (40.3)                            | 10.0 (50.0)                           | 13.8 (56.8)                           | 15.9 (60.6)                           | 15.0 (59.0)                           | 10.0 (50.0)                           | 4.5 (40.1)                            | −1.1 (30.0)                           | −5.4 (22.3)                           | 4.3 (39.7)                            |
| Thấp kỉ lục °C (°F)                     | −32.2 (−26.0)                         | −31.1 (−24.0)                         | −21.0 (−5.8)                          | −10.6 (12.9)                          | −2.4 (27.7)                           | 2.1 (35.8)                            | 6.0 (42.8)                            | 2.2 (36.0)                            | −6.0 (21.2)                           | −10.0 (14.0)                          | −22.2 (−8.0)                          | −28.5 (−19.3)                         | −32.2 (−26.0)                         |
| Lượng Giáng thủy trung bình mm (inches) | 37 (1.5)                              | 32 (1.3)                              | 34 (1.3)                              | 38 (1.5)                              | 46 (1.8)                              | 65 (2.6)                              | 51 (2.0)                              | 37 (1.5)                              | 36 (1.4)                              | 37 (1.5)                              | 38 (1.5)                              | 41 (1.6)                              | 492 (19.4)                            |
| Số ngày mưa trung bình                  | 11                                    | 8                                     | 10                                    | 13                                    | 13                                    | 14                                    | 11                                    | 8                                     | 11                                    | 11                                    | 13                                    | 11                                    | 134                                   |
| Số ngày tuyết rơi trung bình            | 17                                    | 17                                    | 10                                    | 2                                     | 0                                     | 0                                     | 0                                     | 0                                     | 0                                     | 2                                     | 8                                     | 16                                    | 72                                    |
| Độ ẩm tương đối trung bình (%)          | 87                                    | 84                                    | 77                                    | 66                                    | 62                                    | 66                                    | 64                                    | 60                                    | 67                                    | 76                                    | 86                                    | 88                                    | 73                                    |
| Nguồn: Pogoda.ru.net                    |                                       |                                       |                                       |                                       |                                       |                                       |                                       |                                       |                                       |                                       |                                       |                                       |                                       |

## Chính quyền và phân chia hành chính
| Huyện Bydionivskyi Huyện Voroshylovskyi Huyện Kalininskyi Huyện Kyivskyi Huyện Kirovskyi | Huyện Kuibyshevskyi Huyện Leninskyi Huyện Petrovskyi Huyện Proletarskyi |

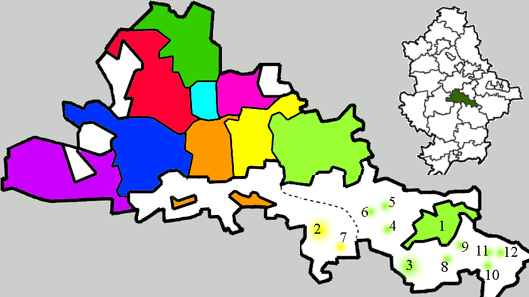
Các huyện của Donetsk trong địa hạt Lãnh thổ do hội đồng thành phố quản hạt Donetsk:

Thành phố Donetsk là tỉnh lị của tỉnh Donetsk, đồng thời cũng là thủ phủ của Lãnh thổ do hội đồng thành phố quản hạt Donetsk. Tuy nhiên Donetsk là thành phố cấp dưới tỉnh nên thuộc quyền quản lý trực tiếp của tỉnh Donetsk, thay vì dưới quyền của Lãnh thổ do hội đồng thành phố quản hạt Donetsk.
Lãnh thổ của thành phố được phân chia thành chín huyện (raion). Mỗi huyện lại có một hội đồng huyện và là cấp dưới của hội đồng thành phố.
| STT | Huyện          | Tiếng Ukraina        | Diện tích | Dân số  |
| --- | -------------- | -------------------- | --------- | ------- |
| 1   | Budionivskyi   | Будьонівський район  | 25 km²    | 100.300 |
| 2   | Voroshylovskyi | Ворошилівський район | 10 km²    | 97.300  |
| 3   | Kalininskyi    | Калінінський район   | 19 km²    | 109.700 |
| 4   | Kyivskyi       | Київський район      | 33 km²    | 143.700 |
| 5   | Kirovskyi      | Кіровський район     | 68 km²    | 171.700 |
| 6   | Kuibyshevskyi  | Куйбишевський район  | 51 km²    | 120.800 |
| 7   | Leninskyi      | Ленінський район     | 37 km²    | 107.800 |
| 8   | Petrovskyi     | Петровський район    | 57 km²    | 88.600  |
| 9   | Proletarskyi   | Пролетарський район  | 58 km²    | 102.800 |

## Dân cư
Theo thống kê 2010, Donetsk có dân số trên 982.000 người. Theo thống kê 2004, vùng đô thị có dân số trên 1.566.000 người. Thành phố đứng thứ năm Ukraina về dân số.
Phần đông người dân Donetsk là người Ukraina nói tiếng Nga và người Nga. Theo điều tra dân số 2001, người Ukraina chiếm 56,9% dân số tỉnh Donetsk còn người Nga chiếm 38,2%.
Sau đây là cấu trúc dân số Lãnh thổ do hội đồng thành phố quản hạt Donetsk:
1. Người Nga: 493.392 người, 48,15%
2. Người Ukraina: 478.041 người, 46,65%
3. Người Belarus: 11.769 người, 1,15%
4. Người Hy Lạp: 10.180 người, 0,99%
5. Người Do Thái: 5.087 người, 0,50%
6. Người Tatar: 4.987 người, 0,49%
7. Người Armenia: 4.050 người, 0,40%
8. Người Azerbaijan: 2.098 người, 0,20%
9. Người Gruzia: 2.073 người, 0,20%
10. Khác: 13.001 người, 1,27%

Tổng cộng: 1.024.678 người, 100,00%
Năm 1991, 1/3 dân số Donetsk tự xem mình là người Nga, 1/3 dân số tự xem mình là người Ukraina trong khi đa số những người còn lại thì xem mình là người Slav.

## Thành phố kết nghĩa
| - Bochum, Đức (1987) - Charleroi, Bỉ - Katowice, Ba Lan - Kutaisi, Gruzia | - Moskva, Nga - Narva, Estonia - Pittsburgh, Mĩ - Rostov trên sông Đông, Nga | - Sheffield, Anh - Taranto, Italia (1984) - Vilnius, Litva - Baku, Azerbaijan (2009) | - Matagalpa, Nicaragua (2004) |